# Hyrdebrevet af 1817
Hyrdebrevet af 1817 (Epistola encyclica ad Clerum) blev udarbejdet og rundsendt i anledning af 300 års jubilæet for reformationen den 31. oktober 1817 hvor Martin Luther ifølge overleveringen opslog sine 95 teser mod afladshandel på kirkens hoveddør i Wittenberg. Vedlagt Den augsburgske bekendelse i en ny udgave fra 19. april 1817 skulle det opbevares i præsteembedernes arkiver; begge var skrevet på latin og var udfærdiget af biskoppen over Sjællands stift Friedrich Münter og underskrevet af landets øvrige biskopper.
I artiklen om Friedrich Münter skriver Fredrik Nielsen i DBL:
I Münters bispetid gik der store storme hen over den danske kirkeager. At en mand med hans væsentlig rationalistiske grundanskuelse skulle have forståelse for "Kirkens Gjenmæle", vil ingen vente; alene "det store Bulder", som Grundtvig ville genføde, måtte være ham imod. Hvor hans sympati var under det betydningsfulde stævne, kunne heller ingen være i tvivl om. I de Epistolæ encyclicæ ad clerum, som han 1817 og 1826 (ved mindefesterne for reformationen og Ansgars mission) udsendte i spidsen for alle Danmarks biskopper, trådte rationalismen frem med utilsløret åsyn. I den sidste encyklika, rundskrivelse, faldt ordene så skarpe, at Münter fandt det rettest på forhånd at sikre sig Frederik 6.'s bifald ved at bringe ham den pågældende del af hyrdebrevet i oversættelse. Kongen billigede de bitre udtalelser, men føjede til: "Nu, kjære Münter, maa De tage, hvad der følger derpaa!"
Der tales her om at rationalismen trådte frem med "utilsløret åsyn". Men både Jens Rasmussen og Hal Koch mener at hyrdebrevet viste at den teologiske rationalisme fra 1700-tallets oplysning ikke længere stod så stærkt. Ved at anerkende eller betone at der i Skriften foreligger en guddommelig åbenbaring knyttet til Jesu person og udtrykt i hans lære, mener Koch at "... det derfor måske ville være mere korrekt at betegne dette som supranaturalisme".